# Asystoli
Asystoli ("ingen systole") er den tilstand i hjertet, når det er gået helt i stå, og ingen elektisk impuls bliver dannet. På en EKG vises det som en flad linje. Der findes dog også asystoli med p-takker, hvor atrierne stadigvæk trækker sig sammen men impulsen når ikke videre (av-blok) og av-knuden udsender ikke selv sine egne impulser, så ventriklerne trækker sig ikke sammen men står stille. På en EKG vises det som en flad linje med små takker.
Man kan ikke defibrillere mod asystoli. I stedet behandles med atropin og adrenalin, disse medikamenter kan ændre asystolien til en ventrikelflimmer, dette er muligt at defibrillere, og herved forhåbentligt opnår en normal hjerterytme.
| symptomer | Spire Denne artikel om symptomer er en spire som bør udbygges. Du er velkommen til at hjælpe Wikipedia ved at udvide den. |